# Mustafa Barzani

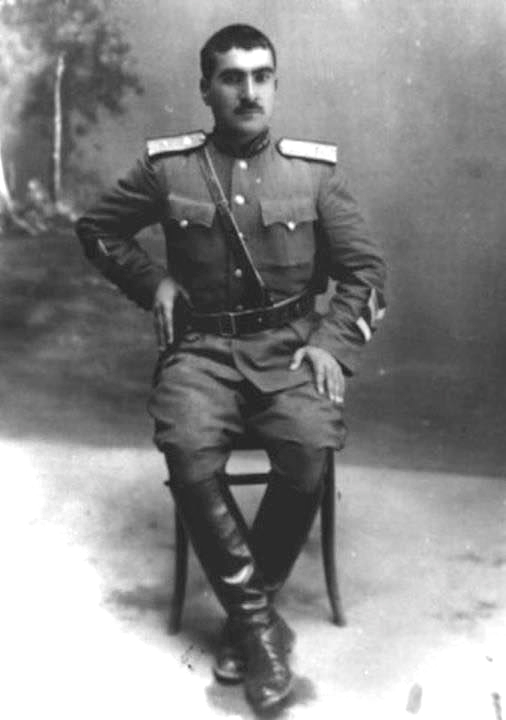
Mustafa Barzani in Militäruniform der Republik Mahabad (1946)

Mustafa Barzani (kurdisch مستەفا بارزانی Mistefa Barzanî; arabisch مصطفى البارزاني, DMG Muṣṭafā al-Bārizānī; * 14. März 1903 in Barzan, damals Osmanisches Reich; † 3. März 1979 in Washington, D.C.) war ein kurdischer Politiker. Er war von 1946 bis zu seinem Tod Führer der Kurdischen Demokratischen Partei (PDK) im irakischen Teil Kurdistans. Sein Sohn und Nachfolger ist Masud Barzani.

## Kindheit und Jugend
Im Alter von ein paar Monaten wurde das Heimatdorf Barzan von den Hamidiye-Reitern, einer aus kurdischen Stammeskriegern und Kommandeuren bestehenden Armee der Osmanen, überfallen und er mit seiner Familie nach Diyarbakır deportiert, wo er lange im Gefängnis einsaß. Mit 12 Jahren sah er, wie sein älterer Bruder Abdulselaam, der sich gegen den osmanischen Gouverneur aufgelehnt hatte, in Mosul gehängt wurde. 1919 beteiligte er sich als Junge am Aufstand von Mahmud Barzandschi gegen die Briten. Als Gesandter seines Bruders Scheich Ahmed Barzani hatte er Kontakt zu Scheich Said. Nach einem missglückten Aufstand seines Bruders Ahmed Barzani 1931 musste er in den Südirak ins Exil gehen.

## Politische Laufbahn
Seine politische Laufbahn begann 1939, als er in Kontakt mit der kurdisch-nationalen Hiwa-Partei trat, die ihrerseits Interesse an einer Zusammenarbeit mit Barzani hatte, um Einfluss auf das traditionelle Stammesmilieu zu gewinnen. 1943 erhob sich Barzani, der jetzt offizieller Führer seines Eşirets war, gegen die irakische Zentralregierung. Bei der Gründung der KDP 1946 wurde er zum Präsidenten der Partei gewählt.
Mustafa Barzani zog noch im selben Jahr ins Exil nach Iran. Dort wirkte er an der Errichtung der kurzlebigen Republik Mahabad mit und war Kommandant in der Mahabad-Armee. Nach deren Niederschlagung flüchtete er zunächst in den Irak. Von dort flüchtete er mit 500 seiner Gefolgsleute in die Sowjetunion, wo er bis zur  irakischen Revolution von 1958 elf Jahre lebte. Dort lebte er als einfacher Arbeiter und konnte die sowjetische Regierung unter Stalin dazu überreden, ihn und viele seiner Leute militärisch auszubilden. Er erlangte auf der Akademie den Rang eines Generals. 1958 wurde die Monarchie im Irak gestürzt und der neue Herrscher Abd al-Karim Qasim rief Barzani zurück in den Irak. Barzani verließ am 21. Juli 1958 Moskau und kehrte über Rumänien, die Tschechoslowakei und Ägypten in den Irak zurück. Er landete am 6. Oktober 1958 in Bagdad. Barzani genoss von Qasim Privilegien, erhielt eine Villa in Bagdad und eine Limousine. Qasim versuchte damit, die kurdischen Stämme gegen pro-monarchistische Stammesführer, arabische Nationalisten und Baath-Unterstützer für sich zu gewinnen.

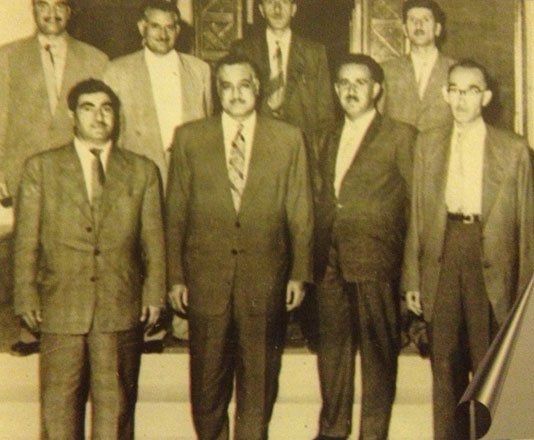
Barzani (unten links) mit dem ägyptischen Staatschef Gamal Abdel Nasser (unten mitte-links)

Zur Krise in den Beziehungen zwischen den Barzanis und Qasim kam es, als Barzani forderte, dass die kurdische Sprache in den kurdischen Regionen erste Amtssprache sein solle und dass Polizei- und Armeeeinheiten in diesen Gebieten ausschließlich aus Kurden bestehen sollten. Die Krise entwickelte sich zu einer Feindschaft und erlebte ihren Höhepunkt, als die irakischen Luftstreitkräfte im September und Oktober 1961 Barzan angriffen und 1270 kurdische Dörfer niederbrannten.
Barzani hatte die Führungsrolle in den bürgerkriegsähnlichen Aufständen zwischen 1961 und 1970 inne.
Bei seiner Rückkehr entbrannten innerhalb der KDP Machtkämpfe. Obwohl sich Barzani zunächst durchsetzen konnte, führten die innerparteilichen Streitigkeiten sowie der Zusammenbruch des kurdischen Widerstandes infolge des Algier-Abkommens 1975 zur Spaltung der KDP, aus der die Patriotische Union Kurdistans (PUK) unter Führung des späteren irakischen Staatspräsidenten Dschalal Talabani, ein proirakischer KDP-Flügel unter Haschim Aqrawi und Barzanis ältestem Sohn Ubaidullah Barzani sowie die Kurdische Revolutionäre Partei unter Abd as-Sattar Sharif hervorging.
Molla Mustafa Barzani wurde von verschiedenen Seiten, nicht zuletzt von Talabani, vorgeworfen, die nationale Bewegung Irakisch-Kurdistans zu eng mit Stammesstrukturen verknüpft und lediglich zum eigenen Machtgewinn gehandelt zu haben. Aufgrund seines Charismas und seiner Unbeugsamkeit gilt er vielen Kurden jedoch als herausragende Figur der kurdischen Unabhängigkeitsbewegung.

## Letzte Jahre

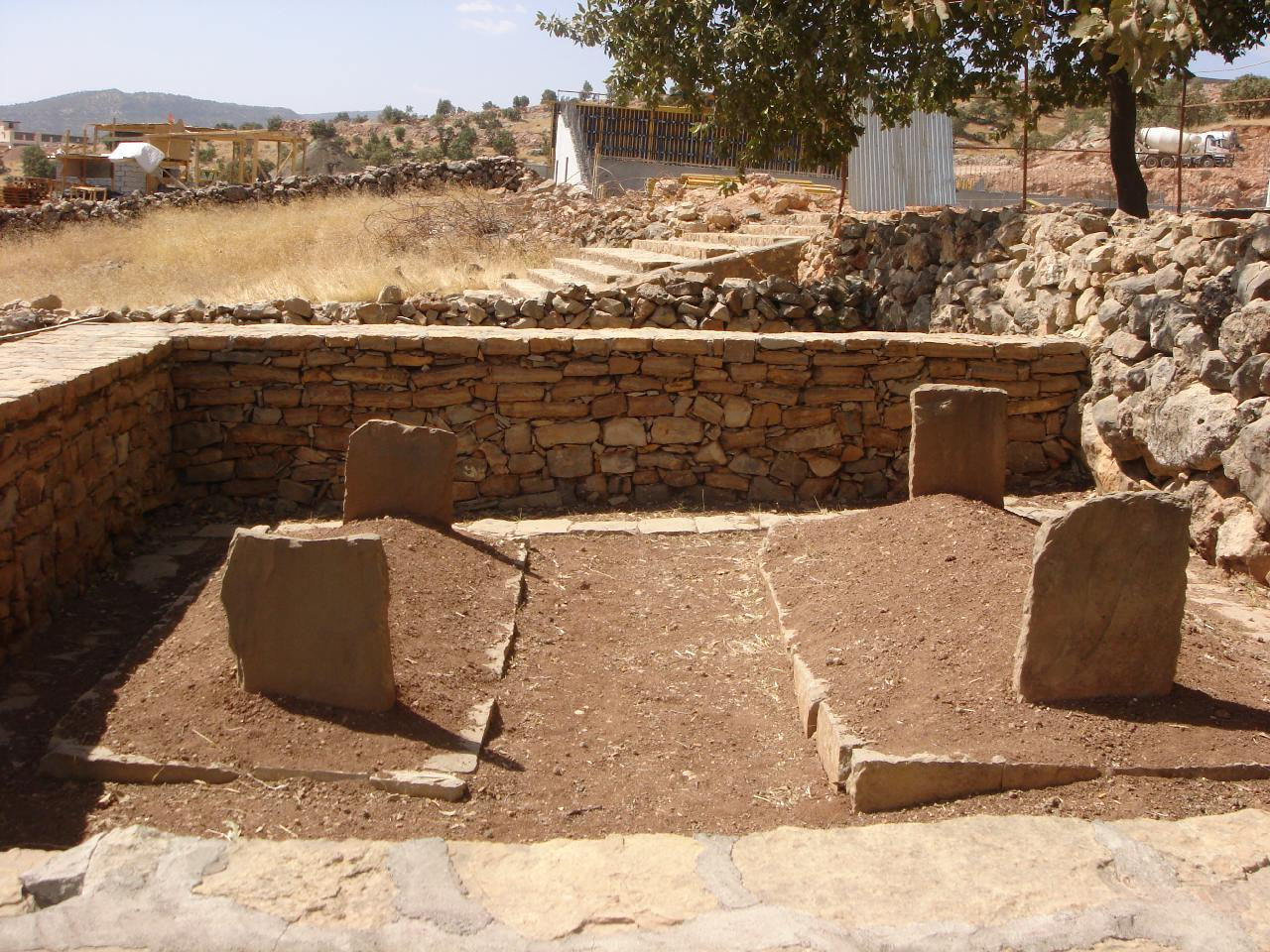
Grab von Mustafa Barzani (rechts) neben seinem Sohn Idris Barzani (links) in Barzan

1975 wurde bei ihm Lungenkrebs festgestellt, zur Behandlung hielt er sich vorübergehend in den USA auf. Nach seiner Behandlung flog Barzani 1975 nach Iran, wo er unter Hausarrest stand. Allerdings kehrte er bald wieder in die USA zurück. Er starb im März 1979. Darauf übernahmen seine Söhne Masud und Idris Barzani die Führung der KDP. Sein Leichnam wurde am 5. März bei Mahabad in Iran begraben. 1993 wurde er dann in sein Dorf (Barzan) überführt, wo er neben seinem Sohn Idris Barzani begraben liegt.

## Belege
1. 1 2  Masoud Barzani Biography. Abgerufen am 29. August 2018 (englisch).
2. ↑  Mustafa al-Barzani | Kurdish military leader. In: Encyclopedia Britannica. (britannica.com [abgerufen am 29. August 2018]).
3. ↑  Ali Fuat Borovalı Kurdish Insurgencies, the Gulf War, and Turkey's Changing Role, S. 32f.
4. ↑  Timeline: Iraqi Kurds. 19. April 2011 (bbc.co.uk [abgerufen am 29. August 2018]).

| Personendaten    | Personendaten                                          |
| ---------------- | ------------------------------------------------------ |
| NAME             | Barzani, Mustafa                                       |
| KURZBESCHREIBUNG | irakischer Führer der Kurdischen Demokratischen Partei |
| GEBURTSDATUM     | 14. März 1903                                          |
| GEBURTSORT       | Barzan, Osmanisches Reich                              |
| STERBEDATUM      | 3. März 1979                                           |
| STERBEORT        | Washington, D.C.                                       |